# CL Bay 06a

Zeichnung zu CL Bay 06a

Bei den Bayerischen CL Bay 06a handelte es sich um kurze Durchgangswagen für den Lokalbahnverkehr. Sie wurden im Wagenstandsverzeichnis der Königlich Bayerischen Staatseisenbahnen (K.Bay.Sts.B.) von 1913 unter der Blatt-Nr. 568 geführt.

## Entwicklung
Mit dem größer werdenden Streckennetz an Lokalbahnen einher ging der Bedarf an passenden Wagen für den lokalen Personen-Nahverkehr. Da für die Beförderung nur Tenderlokomotiven mit geringer Zugkraft (z. B. Gattung PtL 2/2) zur Verfügung standen, wurden auch Personenwagen einer besonders leichten Bauart benötigt. Diese Wagen waren nicht für Militärtransporte geeignet.

## Beschaffung
Zwischen 1905 und 1911 wurden insgesamt 281 Wagen in den Gattungen BL, BCL, CL und PPostL beschafft, die alle – bis auf die Wagen der Gattung PPostL – einen einheitlichen Grundriss, offene Endplattformen mit Dixi-Gittern an den Aufstiegen und nur durch Bügel gesicherte Personalübergänge aufwiesen. Statt den bis dato gebräuchlichen Verbundfenstern wurden große Scheiben eingebaut.
Von den Wagen nach Blatt 568 wurden zwischen 1906 und 1911 in insgesamt drei Beschaffungslosen 17 Wagen bei der Fa. Waggonfabrik Josef Rathgeber in München beschafft.

## Verbleib
Bis 1939 wurde ein Wagen ausgemustert. Der Verbleib von drei weiteren Wagen konnte nach Kriegsende 1945 nicht mehr geklärt werden. Von den gelieferten Fahrzeugen kamen noch insgesamt neun zur Deutschen Bundesbahn, wo sie bis 1960 ausgemustert wurden.

## Konstruktive Merkmale

### Untergestell
Der Rahmen der Wagen war komplett aus Profileisen aufgebaut und genietet. Die äußeren Längsträger hatten U-Form mit nach außen gerichteten Flanschen. Die Querträger waren ebenfalls aus U-Profilen und nicht gekröpft. Als Zugeinrichtung hatten die Wagen Schraubenkupplungen nach VDEV. Die Zugstange war durchgehend und mittig gefedert. Als Stoßeinrichtung besaßen die Wagen geschlitzte Korbpuffer mit einer Einbaulänge von 612 Millimetern, die Pufferteller hatten einen Durchmesser von 370 Millimetern.

### Laufwerk
Die Wagen hatten genietete Fachwerkachshalter aus Flacheisen der kurzen, geraden Bauform. Gelagert waren die Achsen in Gleitachslagern. Die Räder hatten Speichenradkörper. Wegen des langen Radstandes von 5.000 Millimetern kamen Vereinslenkachsen zum Einsatz.
Neben einer Handspindelbremse, welche sich auf einer der Plattformen am Wagenende befand, hatten die Wagen auch Druckluftbremsen des Systems Westinghouse.

### Wagenkasten
Der Rahmen des Wagenkastens bestand aus hölzernen Ständerwerk. Dies war außen mit Blechen und innen mit Holz verkleidet. Die Stöße der Bleche wurden durch Deckleisten abgedeckt. Das Dach war flach gerundet und über die offenen Endplattformen hinausgezogen. Die Wagen besaßen umklappbare Lokalbahnauftritte, die später durch normale ersetzt wurden.

### Ausstattung
Der Wagentyp führte ausschließlich die 3. Klasse und hatte insgesamt 37 Sitzplätze und einen Abort. Aufgrund des fehlenden Dienstabteils verfügt dieser Wagentyp über sechs Sitzplätze mehr als der CL Bay 06b. Für die beiden Endplattformen waren insgesamt 20 Stehplätze ausgewiesen.
Die Beleuchtung erfolgte durch Petroleumlampen. Die Beheizung erfolgte über Dampf. Belüftet wurden die Wagen durch statische Dachlüfter.

## Wagennummern
| Herstelldaten        | Herstelldaten        | Herstelldaten        | Wagennummern je Epoche Gattungszeichen | Wagennummern je Epoche Gattungszeichen | Wagennummern je Epoche Gattungszeichen | Wagennummern je Epoche Gattungszeichen | Wagennummern je Epoche Gattungszeichen | Wagennummern je Epoche Gattungszeichen | Wagennummern je Epoche Gattungszeichen | Fahrwerk | Fahrwerk | Fahrwerk | Ausstattung | Ausstattung | Ausstattung | Ausstattung | Ausstattung | Ausstattung | Ausstattung | Zusatzinfos | Zusatzinfos | Zusatzinfos | Zusatzinfos |
| Bau- jahr            | Her- steller         | Anz.                 | ab 1875                                | ab 1909 (1907)                         | Rep. (1919)                            | DR (ab 1923) | DRG (ab 1930) | DRG n. Umbau | Ausge- mustert | Bremsen | Anz. Achs. | Lenk- achs. | Bl. | Hz. | Anz. Abort | Anz. Sitze je Klasse | Anz. Sitze je Klasse | Anz. Sitze je Klasse | Anz. Sitze je Klasse | Signal- halter | Bemerkung | | |
| Blatt-Nr. 568        | Blatt-Nr. 568        | Blatt-Nr. 568        |                                        | CL                                     |                                        | CL Bay 06a | CL Bay 06a | | | (siehe Legende) | | | (siehe Legende) | (siehe Legende) | | 1. | 2. | 3. | 4. | (siehe Legende) | | | |
| -------------------- | -------------------- | -------------------- | -------------------------------------- | -------------------------------------- | -------------------------------------- | --- | --- | --- | --- | --- | --- | --- | --- | --- | --- | --- | --- | --- | --- | --- | --- | --- | --- |
| 1906                 | Rathg.               | 5                    |                                        | 20 643                                 |                                        | 9 296 Reg | 9 583 Reg | | xx/193x | Pl, Wsbr | 2 | V | P | D | 1 | | | 37 | | | | | |
| 1906                 | Rathg.               | 5                    | 20 644                                 |                                        | 9 244 Mü                               | 9 556 Mü | | 03/1956 | | Pl, Wsbr | 2 | V | P | D | 1 | | | 37 | | | | | |
| 1906                 | Rathg.               | 5                    | 20 645                                 |                                        | 9 245 Mü                               | 9 557 Mü | | 09/1956 | | Pl, Wsbr | 2 | V | P | D | 1 | | | 37 | | | | | |
| 1906                 | Rathg.               | 5                    | 20 646                                 |                                        | 9 246 Mü                               | 9 651 Mü | | ? 1945 | | Pl, Wsbr | 2 | V | P | D | 1 | | | 37 | | | | | |
| 1906                 | Rathg.               | 5                    | 20 647                                 |                                        | 9 225 Wür                              | 9 972 Nür | | 07/1958 | | Pl, Wsbr | 2 | V | P | D | 1 | | | 37 | | | | | |
| 1907                 | Rathg.               | 7                    |                                        | 20 648                                 |                                        | 9 233 Au | 9 628 Au | | 08/1956 | Pl, Wsbr | 2 | V | P | D | 1 | | | 37 | | | | | |
| 1907                 | Rathg.               | 7                    | 20 649                                 |                                        | 9 297 Reg                              | 9 675 Reg | | 01/1950 | Altschadwagen | Pl, Wsbr | 2 | V | P | D | 1 | | | 37 | | | | | |
| 1907                 | Rathg.               | 7                    | 20 650                                 |                                        | 9 298 Reg                              | 9 676 Reg | | 06/1955 | | Pl, Wsbr | 2 | V | P | D | 1 | | | 37 | | | | | |
| 1907                 | Rathg.               | 7                    | 20 651                                 |                                        | 9 299 Reg                              | 9 677 Reg | | 04/1952 | Altschadwagen | Pl, Wsbr | 2 | V | P | D | 1 | | | 37 | | | | | |
| 1907                 | Rathg.               | 7                    | 20 652                                 |                                        | 9 247 Mü                               | 9 652 Mü | | 11/1959 | | Pl, Wsbr | 2 | V | P | D | 1 | | | 37 | | | | | |
| 1907                 | Rathg.               | 7                    | 20 653                                 |                                        | 9 326 Nür                              | 9 673 Nür | | 03/1959 | | Pl, Wsbr | 2 | V | P | D | 1 | | | 37 | | | | | |
| 1907                 | Rathg.               | 7                    | 20 654                                 |                                        | 9 300 Reg                              | 9 678 Reg | | 12/1954 | | Pl, Wsbr | 2 | V | P | D | 1 | | | 37 | | | | | |
| 1911                 | Rathg.               | 5                    |                                        | 20 783                                 |                                        | 9 242 Wür | 9 872 Nür | | ? 1945 | Pl, Wsbr | 2 | V | P | D | 1 | | | 37 | | | | | |
| 1911                 | Rathg.               | 5                    | 20 784                                 |                                        | 9 243 Wür                              | 9 873 Nür | | ? 1945 | | Pl, Wsbr | 2 | V | P | D | 1 | | | 37 | | | | | |
| 1911                 | Rathg.               | 5                    | 20 785                                 |                                        | 9 244 Wür                              | 9 874 Nür | | 07/1948 | Altschadwagen | Pl, Wsbr | 2 | V | P | D | 1 | | | 37 | | | | | |
| 1911                 | Rathg.               | 5                    | 20 786                                 |                                        | 9 290 Mü                               | 9 862 Mü | | 05/1958 | | Pl, Wsbr | 2 | V | P | D | 1 | | | 37 | | | | | |
| 1911                 | Rathg.               | 5                    | 20 787                                 |                                        | 9 291 Mü                               | 9 863 Mü | | 01/1951 | Altschadwagen | Pl, Wsbr | 2 | V | P | D | 1 | | | 37 | | | | | |
| Legende Bremsen      | Legende Bremsen      | Legende Bremsen      | Legende Bremsen                        | Handbremstypen                         | Handbremstypen                         | BrH = Bremserhaus, Pl = Handbremse auf Plattform, Fsbr = Freisitzbremse | BrH = Bremserhaus, Pl = Handbremse auf Plattform, Fsbr = Freisitzbremse | BrH = Bremserhaus, Pl = Handbremse auf Plattform, Fsbr = Freisitzbremse | BrH = Bremserhaus, Pl = Handbremse auf Plattform, Fsbr = Freisitzbremse | BrH = Bremserhaus, Pl = Handbremse auf Plattform, Fsbr = Freisitzbremse | BrH = Bremserhaus, Pl = Handbremse auf Plattform, Fsbr = Freisitzbremse | BrH = Bremserhaus, Pl = Handbremse auf Plattform, Fsbr = Freisitzbremse | BrH = Bremserhaus, Pl = Handbremse auf Plattform, Fsbr = Freisitzbremse | BrH = Bremserhaus, Pl = Handbremse auf Plattform, Fsbr = Freisitzbremse | BrH = Bremserhaus, Pl = Handbremse auf Plattform, Fsbr = Freisitzbremse | BrH = Bremserhaus, Pl = Handbremse auf Plattform, Fsbr = Freisitzbremse | BrH = Bremserhaus, Pl = Handbremse auf Plattform, Fsbr = Freisitzbremse | BrH = Bremserhaus, Pl = Handbremse auf Plattform, Fsbr = Freisitzbremse | BrH = Bremserhaus, Pl = Handbremse auf Plattform, Fsbr = Freisitzbremse | BrH = Bremserhaus, Pl = Handbremse auf Plattform, Fsbr = Freisitzbremse | BrH = Bremserhaus, Pl = Handbremse auf Plattform, Fsbr = Freisitzbremse | BrH = Bremserhaus, Pl = Handbremse auf Plattform, Fsbr = Freisitzbremse | BrH = Bremserhaus, Pl = Handbremse auf Plattform, Fsbr = Freisitzbremse |
|                      |                      |                      |                                        | Druckluftbremsen                       | Druckluftbremsen                       | Hnbr = Henri-Bremse, Hsbr = Henri-Schnellbremse, Kp. = Knorr-Bremse, Sbr. = Schleifer-Bremse, Ssbr = Schleifer-Schnellbremse, Wbr = Westinghouse-Bremse, Wsbr = Westinghouse-Schnellbremse | Hnbr = Henri-Bremse, Hsbr = Henri-Schnellbremse, Kp. = Knorr-Bremse, Sbr. = Schleifer-Bremse, Ssbr = Schleifer-Schnellbremse, Wbr = Westinghouse-Bremse, Wsbr = Westinghouse-Schnellbremse | Hnbr = Henri-Bremse, Hsbr = Henri-Schnellbremse, Kp. = Knorr-Bremse, Sbr. = Schleifer-Bremse, Ssbr = Schleifer-Schnellbremse, Wbr = Westinghouse-Bremse, Wsbr = Westinghouse-Schnellbremse | Hnbr = Henri-Bremse, Hsbr = Henri-Schnellbremse, Kp. = Knorr-Bremse, Sbr. = Schleifer-Bremse, Ssbr = Schleifer-Schnellbremse, Wbr = Westinghouse-Bremse, Wsbr = Westinghouse-Schnellbremse | Hnbr = Henri-Bremse, Hsbr = Henri-Schnellbremse, Kp. = Knorr-Bremse, Sbr. = Schleifer-Bremse, Ssbr = Schleifer-Schnellbremse, Wbr = Westinghouse-Bremse, Wsbr = Westinghouse-Schnellbremse | Hnbr = Henri-Bremse, Hsbr = Henri-Schnellbremse, Kp. = Knorr-Bremse, Sbr. = Schleifer-Bremse, Ssbr = Schleifer-Schnellbremse, Wbr = Westinghouse-Bremse, Wsbr = Westinghouse-Schnellbremse | Hnbr = Henri-Bremse, Hsbr = Henri-Schnellbremse, Kp. = Knorr-Bremse, Sbr. = Schleifer-Bremse, Ssbr = Schleifer-Schnellbremse, Wbr = Westinghouse-Bremse, Wsbr = Westinghouse-Schnellbremse | Hnbr = Henri-Bremse, Hsbr = Henri-Schnellbremse, Kp. = Knorr-Bremse, Sbr. = Schleifer-Bremse, Ssbr = Schleifer-Schnellbremse, Wbr = Westinghouse-Bremse, Wsbr = Westinghouse-Schnellbremse | Hnbr = Henri-Bremse, Hsbr = Henri-Schnellbremse, Kp. = Knorr-Bremse, Sbr. = Schleifer-Bremse, Ssbr = Schleifer-Schnellbremse, Wbr = Westinghouse-Bremse, Wsbr = Westinghouse-Schnellbremse | Hnbr = Henri-Bremse, Hsbr = Henri-Schnellbremse, Kp. = Knorr-Bremse, Sbr. = Schleifer-Bremse, Ssbr = Schleifer-Schnellbremse, Wbr = Westinghouse-Bremse, Wsbr = Westinghouse-Schnellbremse | Hnbr = Henri-Bremse, Hsbr = Henri-Schnellbremse, Kp. = Knorr-Bremse, Sbr. = Schleifer-Bremse, Ssbr = Schleifer-Schnellbremse, Wbr = Westinghouse-Bremse, Wsbr = Westinghouse-Schnellbremse | Hnbr = Henri-Bremse, Hsbr = Henri-Schnellbremse, Kp. = Knorr-Bremse, Sbr. = Schleifer-Bremse, Ssbr = Schleifer-Schnellbremse, Wbr = Westinghouse-Bremse, Wsbr = Westinghouse-Schnellbremse | Hnbr = Henri-Bremse, Hsbr = Henri-Schnellbremse, Kp. = Knorr-Bremse, Sbr. = Schleifer-Bremse, Ssbr = Schleifer-Schnellbremse, Wbr = Westinghouse-Bremse, Wsbr = Westinghouse-Schnellbremse | Hnbr = Henri-Bremse, Hsbr = Henri-Schnellbremse, Kp. = Knorr-Bremse, Sbr. = Schleifer-Bremse, Ssbr = Schleifer-Schnellbremse, Wbr = Westinghouse-Bremse, Wsbr = Westinghouse-Schnellbremse | Hnbr = Henri-Bremse, Hsbr = Henri-Schnellbremse, Kp. = Knorr-Bremse, Sbr. = Schleifer-Bremse, Ssbr = Schleifer-Schnellbremse, Wbr = Westinghouse-Bremse, Wsbr = Westinghouse-Schnellbremse | Hnbr = Henri-Bremse, Hsbr = Henri-Schnellbremse, Kp. = Knorr-Bremse, Sbr. = Schleifer-Bremse, Ssbr = Schleifer-Schnellbremse, Wbr = Westinghouse-Bremse, Wsbr = Westinghouse-Schnellbremse | Hnbr = Henri-Bremse, Hsbr = Henri-Schnellbremse, Kp. = Knorr-Bremse, Sbr. = Schleifer-Bremse, Ssbr = Schleifer-Schnellbremse, Wbr = Westinghouse-Bremse, Wsbr = Westinghouse-Schnellbremse | Hnbr = Henri-Bremse, Hsbr = Henri-Schnellbremse, Kp. = Knorr-Bremse, Sbr. = Schleifer-Bremse, Ssbr = Schleifer-Schnellbremse, Wbr = Westinghouse-Bremse, Wsbr = Westinghouse-Schnellbremse |
|                      |                      |                      |                                        | Saugluftbremsen                        | Saugluftbremsen                        | Hbr = Hardy-Bremse, Ahbr = Autom. Hardy-Vacuumbremse | Hbr = Hardy-Bremse, Ahbr = Autom. Hardy-Vacuumbremse | Hbr = Hardy-Bremse, Ahbr = Autom. Hardy-Vacuumbremse | Hbr = Hardy-Bremse, Ahbr = Autom. Hardy-Vacuumbremse | Hbr = Hardy-Bremse, Ahbr = Autom. Hardy-Vacuumbremse | Hbr = Hardy-Bremse, Ahbr = Autom. Hardy-Vacuumbremse | Hbr = Hardy-Bremse, Ahbr = Autom. Hardy-Vacuumbremse | Hbr = Hardy-Bremse, Ahbr = Autom. Hardy-Vacuumbremse | Hbr = Hardy-Bremse, Ahbr = Autom. Hardy-Vacuumbremse | Hbr = Hardy-Bremse, Ahbr = Autom. Hardy-Vacuumbremse | Hbr = Hardy-Bremse, Ahbr = Autom. Hardy-Vacuumbremse | Hbr = Hardy-Bremse, Ahbr = Autom. Hardy-Vacuumbremse | Hbr = Hardy-Bremse, Ahbr = Autom. Hardy-Vacuumbremse | Hbr = Hardy-Bremse, Ahbr = Autom. Hardy-Vacuumbremse | Hbr = Hardy-Bremse, Ahbr = Autom. Hardy-Vacuumbremse | Hbr = Hardy-Bremse, Ahbr = Autom. Hardy-Vacuumbremse | Hbr = Hardy-Bremse, Ahbr = Autom. Hardy-Vacuumbremse | Hbr = Hardy-Bremse, Ahbr = Autom. Hardy-Vacuumbremse |
| Legende BL           | Legende BL           | Legende BL           | Legende BL                             | Arten der Beleuchtung                  | Arten der Beleuchtung                  | P = Petroleumleuchte, G = Gasleuchte, Gg = Gas-Glühleuchte, El = elektrische Beleuchtung                                                                                                   | P = Petroleumleuchte, G = Gasleuchte, Gg = Gas-Glühleuchte, El = elektrische Beleuchtung                                                                                                   | P = Petroleumleuchte, G = Gasleuchte, Gg = Gas-Glühleuchte, El = elektrische Beleuchtung                                                                                                   | P = Petroleumleuchte, G = Gasleuchte, Gg = Gas-Glühleuchte, El = elektrische Beleuchtung                                                                                                   | P = Petroleumleuchte, G = Gasleuchte, Gg = Gas-Glühleuchte, El = elektrische Beleuchtung                                                                                                   | P = Petroleumleuchte, G = Gasleuchte, Gg = Gas-Glühleuchte, El = elektrische Beleuchtung                                                                                                   | P = Petroleumleuchte, G = Gasleuchte, Gg = Gas-Glühleuchte, El = elektrische Beleuchtung                                                                                                   | P = Petroleumleuchte, G = Gasleuchte, Gg = Gas-Glühleuchte, El = elektrische Beleuchtung                                                                                                   | P = Petroleumleuchte, G = Gasleuchte, Gg = Gas-Glühleuchte, El = elektrische Beleuchtung                                                                                                   | P = Petroleumleuchte, G = Gasleuchte, Gg = Gas-Glühleuchte, El = elektrische Beleuchtung                                                                                                   | P = Petroleumleuchte, G = Gasleuchte, Gg = Gas-Glühleuchte, El = elektrische Beleuchtung                                                                                                   | P = Petroleumleuchte, G = Gasleuchte, Gg = Gas-Glühleuchte, El = elektrische Beleuchtung                                                                                                   | P = Petroleumleuchte, G = Gasleuchte, Gg = Gas-Glühleuchte, El = elektrische Beleuchtung                                                                                                   | P = Petroleumleuchte, G = Gasleuchte, Gg = Gas-Glühleuchte, El = elektrische Beleuchtung                                                                                                   | P = Petroleumleuchte, G = Gasleuchte, Gg = Gas-Glühleuchte, El = elektrische Beleuchtung                                                                                                   | P = Petroleumleuchte, G = Gasleuchte, Gg = Gas-Glühleuchte, El = elektrische Beleuchtung                                                                                                   | P = Petroleumleuchte, G = Gasleuchte, Gg = Gas-Glühleuchte, El = elektrische Beleuchtung                                                                                                   | P = Petroleumleuchte, G = Gasleuchte, Gg = Gas-Glühleuchte, El = elektrische Beleuchtung                                                                                                   |
| Legende HZ           | Legende HZ           | Legende HZ           | Legende HZ                             | Arten der Beheizung                    | Arten der Beheizung                    | O = Ofenheizung, D = Dampfheizung, Pr. = Presskohleheizung, L = nur Dampfleitung | O = Ofenheizung, D = Dampfheizung, Pr. = Presskohleheizung, L = nur Dampfleitung | O = Ofenheizung, D = Dampfheizung, Pr. = Presskohleheizung, L = nur Dampfleitung | O = Ofenheizung, D = Dampfheizung, Pr. = Presskohleheizung, L = nur Dampfleitung | O = Ofenheizung, D = Dampfheizung, Pr. = Presskohleheizung, L = nur Dampfleitung | O = Ofenheizung, D = Dampfheizung, Pr. = Presskohleheizung, L = nur Dampfleitung | O = Ofenheizung, D = Dampfheizung, Pr. = Presskohleheizung, L = nur Dampfleitung | O = Ofenheizung, D = Dampfheizung, Pr. = Presskohleheizung, L = nur Dampfleitung | O = Ofenheizung, D = Dampfheizung, Pr. = Presskohleheizung, L = nur Dampfleitung | O = Ofenheizung, D = Dampfheizung, Pr. = Presskohleheizung, L = nur Dampfleitung | O = Ofenheizung, D = Dampfheizung, Pr. = Presskohleheizung, L = nur Dampfleitung | O = Ofenheizung, D = Dampfheizung, Pr. = Presskohleheizung, L = nur Dampfleitung | O = Ofenheizung, D = Dampfheizung, Pr. = Presskohleheizung, L = nur Dampfleitung | O = Ofenheizung, D = Dampfheizung, Pr. = Presskohleheizung, L = nur Dampfleitung | O = Ofenheizung, D = Dampfheizung, Pr. = Presskohleheizung, L = nur Dampfleitung | O = Ofenheizung, D = Dampfheizung, Pr. = Presskohleheizung, L = nur Dampfleitung | O = Ofenheizung, D = Dampfheizung, Pr. = Presskohleheizung, L = nur Dampfleitung | O = Ofenheizung, D = Dampfheizung, Pr. = Presskohleheizung, L = nur Dampfleitung |
| Legende Signalhalter | Legende Signalhalter | Legende Signalhalter | Legende Signalhalter                   | zum Übergang nach                      | zum Übergang nach                      | AT = Österreich, IT = Italien, CH = Schweiz, FR = Frankreich, BE = Belgien | AT = Österreich, IT = Italien, CH = Schweiz, FR = Frankreich, BE = Belgien | AT = Österreich, IT = Italien, CH = Schweiz, FR = Frankreich, BE = Belgien | AT = Österreich, IT = Italien, CH = Schweiz, FR = Frankreich, BE = Belgien | AT = Österreich, IT = Italien, CH = Schweiz, FR = Frankreich, BE = Belgien | AT = Österreich, IT = Italien, CH = Schweiz, FR = Frankreich, BE = Belgien | AT = Österreich, IT = Italien, CH = Schweiz, FR = Frankreich, BE = Belgien | AT = Österreich, IT = Italien, CH = Schweiz, FR = Frankreich, BE = Belgien | AT = Österreich, IT = Italien, CH = Schweiz, FR = Frankreich, BE = Belgien | AT = Österreich, IT = Italien, CH = Schweiz, FR = Frankreich, BE = Belgien | AT = Österreich, IT = Italien, CH = Schweiz, FR = Frankreich, BE = Belgien | AT = Österreich, IT = Italien, CH = Schweiz, FR = Frankreich, BE = Belgien | AT = Österreich, IT = Italien, CH = Schweiz, FR = Frankreich, BE = Belgien | AT = Österreich, IT = Italien, CH = Schweiz, FR = Frankreich, BE = Belgien | AT = Österreich, IT = Italien, CH = Schweiz, FR = Frankreich, BE = Belgien | AT = Österreich, IT = Italien, CH = Schweiz, FR = Frankreich, BE = Belgien | AT = Österreich, IT = Italien, CH = Schweiz, FR = Frankreich, BE = Belgien | AT = Österreich, IT = Italien, CH = Schweiz, FR = Frankreich, BE = Belgien |